# Bartolomé Arzáns de Orsúa y Vela
Bartolomé Arzáns de Orzúa y Vela (Villa Imperial de Potosí, 1676-25 de enero de 1736) fue un cronista potosino autor de un monumental trabajo literario e historiográfico que, bajo el título de Historia de la Villa Imperial de Potosí, le convierte en uno de los cronistas más lúcidos y amenos de la literatura virreinal y considerado como fuente indispensable para los estudiosos de Charcas, hoy Bolivia.

## Biografía
Hijo de Mateo Arzáns Dapífer y María Jordana de Castro, poco se sabe de su vida. Se casó el 2 de mayo de 1701 en la Villa Imperial de Potosí, con Juana de Reina, quince años mayor que él, nacida en la ciudad de La Plata como hija natural de Alonso de Reina y de María Santos de Lara. La pareja tuvo un hijo, llamado Diego, que nació antes del matrimonio.
Alrededor de 1705 comenzó a escribir la Historia de la Villa Imperial de Potosí, obra que se vio interrumpida por su muerte y que fue continuada por su hijo, Diego, quien "agregó ocho capítulos más de inferior calidad y llenos de hechos esperpénticos". Recuperada a principios del siglo XX, la Universidad de Brown sacó en 1965 una edición en tres tomos.

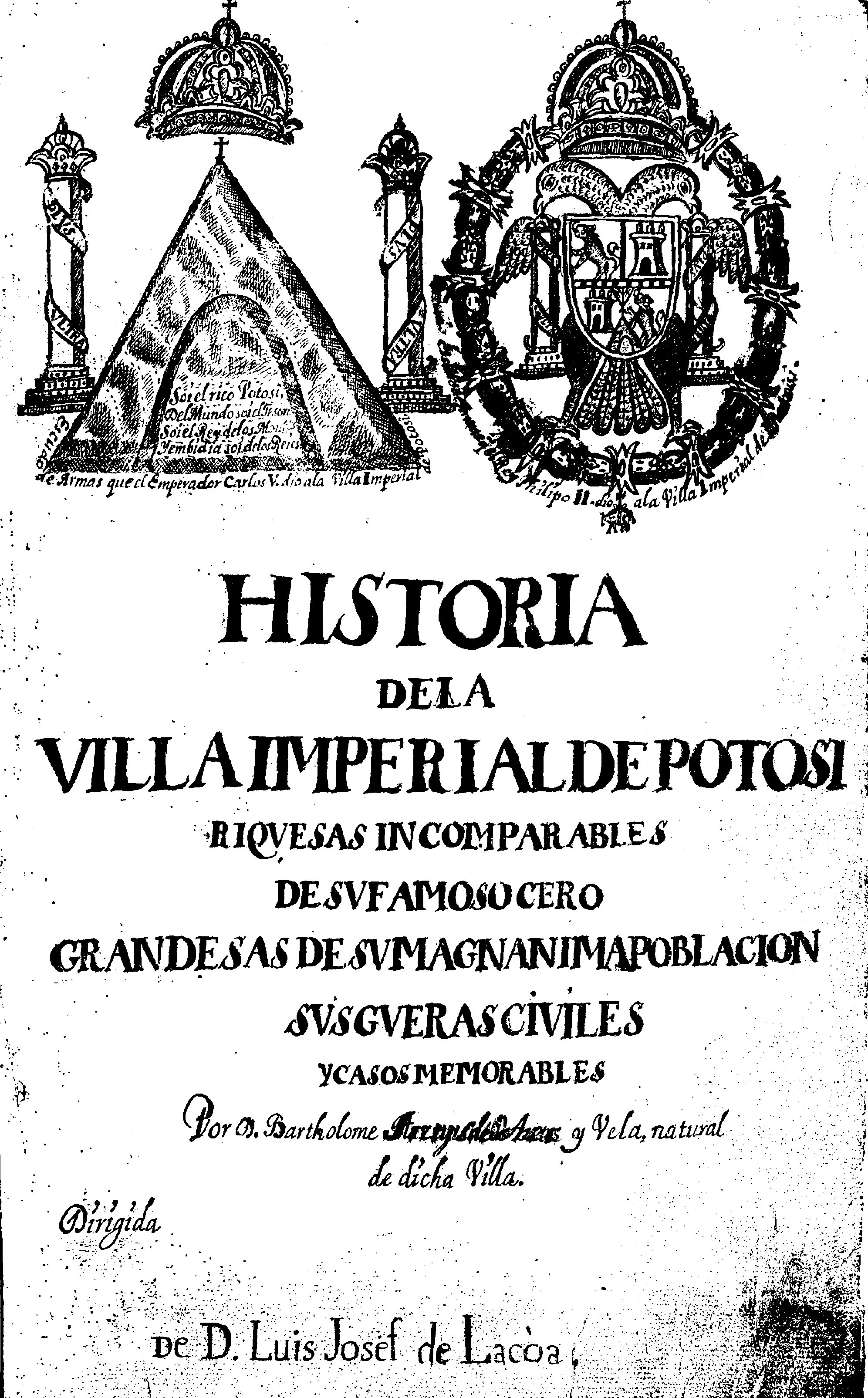
Página inicial de la Historia de la Villa Imperial de Potosí, siglo XVIII

Como señala la investigadora Blanca Wiethüchter, hay prácticamente unanimidad entre los críticos en catalogar la Historia... como la primera obra de la literatura de Bolivia, "porque una cantidad considerable de obras la retoman, más allá de la poética a la que se inscriben, sea como intertexto o como modelo de un lenguaje que se quiere reproductor del lenguaje colonial".
Arzáns se distingue de los demás historiadores por no haber dedicado la obra, como hacían tradicionalmente los cronistas, ni al Rey ni a ninguna otra autoridad; además, la escribió por iniciativa propia, y no por encargo, como era la costumbre entonces. No se preocupó por publicar su Historia... en vida y nunca se desprendió de los originales, lo que motivó que la obra permaneciera inédita durante siglos, a excepción de algunos fragmentos que vieron la luz en el siglo XVIII.
En la introducción a El mundo desde Potosí. Vida y reflexiones de Bartolomé Arzans de Orsúa y Vela (1676-1736), Mariano Baptista Gumucio escribe: "Era, según confesión propia, «buen aritmético», aficionado a las corridas de toros y espectador de cuantas fiestas se realizaban en la Villa. Debió ser buen conversador y sabía ganarse la confianza de la gente, pues de otra manera no habría podido enterarse de tantas cosas que si se escribiesen ahora requerirían el concurso de un equipo multidisciplinario de historiadores, economistas, sicólogos, antropólogos e incluso siquiatras, provistos de computadoras que almacenan millones de palabras por segundos y en las que se escriben, superponen, quitan, añaden frases y oraciones en un pestañeo de ojos. Viajó una vez a La Plata, pero parece que pasó toda su vida en Potosí".
En su obra, Arzáns critica a la justicia y a las autoridades, califica de "cruelísimo tirano" a un virrey, de "cuervos" a los corregidores y de "ladrones" a los alcaldes. Condena las "rateras leyes" y denuncia el sufrimiento de los indios.
El hijo de Arzáns, que guardaba los originales, se vio obligado a empeñarlos a un eclesiástico, que los conservó durante 20 años; "una copia del manuscrito llegó hasta la biblioteca del Rey de España y otra fue comprada en 1877 para ser publicada en Europa. Posiblemente sea esta copia la que adquirió en París en 1905 el ingeniero estadounidense coronel George E. Church, quien a su muerte la obsequió con todos sus papeles a la Universidad Brown en Providence, Rhode Island, donde había nacido". Antes que los tres tomos fueran publicados por la universidad estadounidense, en Buenos Aires aparecieron en 1943 los 50 primeros capítulos de esta monumental obra.
Arzáns escribió también unos Anales —primera obra periodística boliviana, según algunos historiadores—, que, a diferencia de su Historia..., tuvieron bastante divulgación.